# Шастаније
Шастаније (фр. Chastanier) насеље је и општина у јужној Француској у региону Лангдок-Русијон, у департману Лозер која припада префектури Манд.
По подацима из 2011. године у општини је живело 93 становника, а густина насељености је износила 8,93 становника/km². Општина се простире на површини од 10,41 km². Налази се на средњој надморској висини од 1 040 метара (максималној 1 169 m, а минималној 952 m).

## Демографија
| 1962. | 1968. | 1975. | 1982. | 1990. | 1999. | 2011. |
| ----- | ----- | ----- | ----- | ----- | ----- | ----- |
| 169   | 140   | 118   | 106   | 113   | 89    | 93    |

График промене броја становника у току последњих година